# Ливонде
Ливонде (англ. Liwonde) — город в округах Мачинга и Балака в Южной провинции Малави. Располагается на реке Шире. По данным переписи населения Малави 2018 года, численность населения составляла 36 421 человек.

## Население
| 2018   |
| ------ |
| 36 421 |